# Seznam vrcholů v Lužických horách

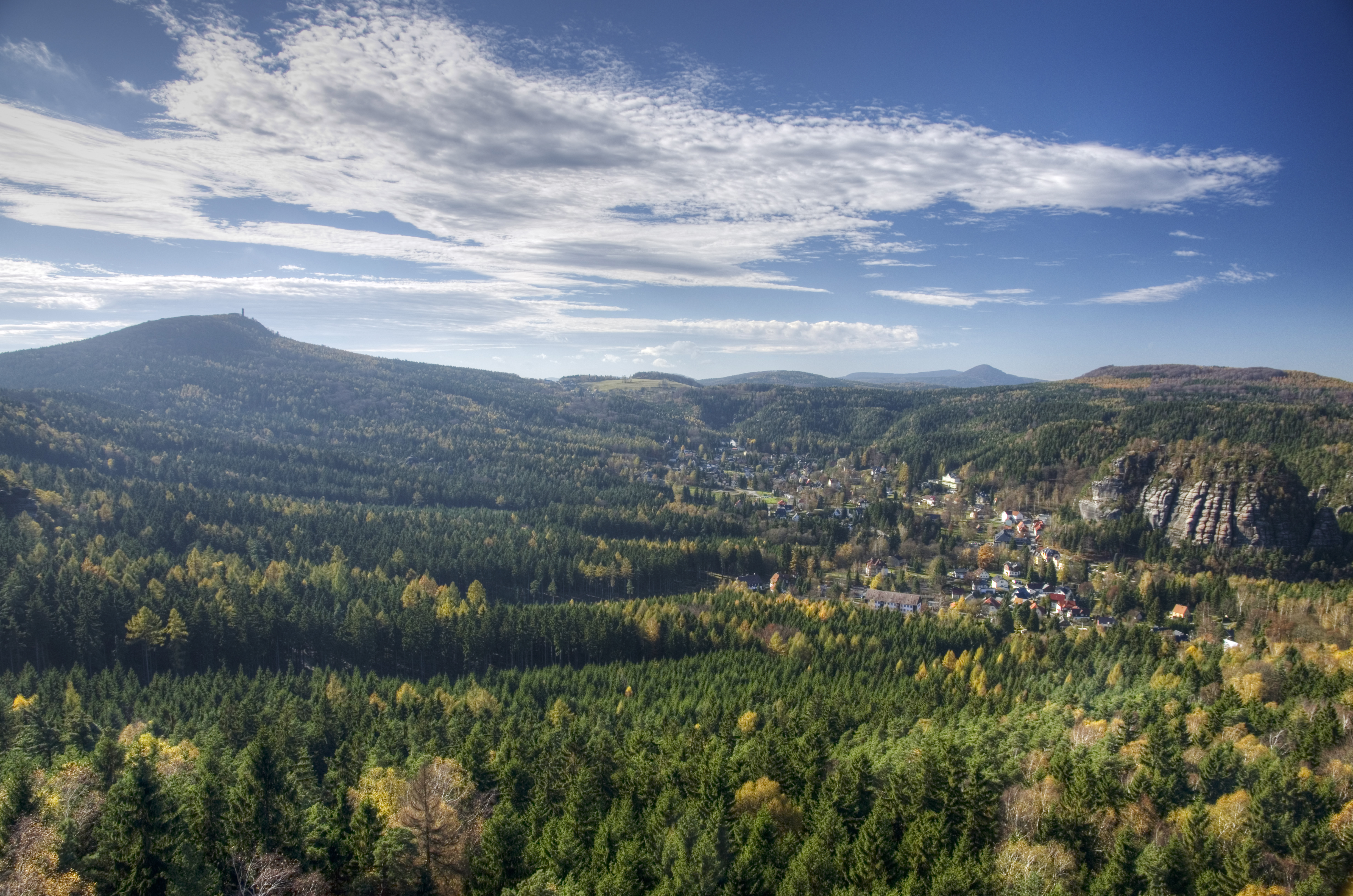
Lužické hory

Seznam vrcholů v Lužických horách obsahuje hory a kopce v české i německé části Lužických hor. Česká část pohoří je vymezena hranicemi geomorfologického celku. Německá část pohoří nazývaná Žitavské hory (Zittauer Gebirge) hranicemi Žitavských hor podle mapového portálu Mapy.cz. Výjimkou je severní výběžek, který podle Mapy.cz patří do Žitavských hor, ale podle článků na německé Wikipedii patří zdejší hory do sousedních celků Šluknovská pahorkatina (Lausitzer Bergland) a Žitavská pánev (Östliche Oberlausitz).
První seznam obsahuje hory seřazené podle nadmořské výšky. Druhý podle prominence (relativní výšky) s limitem 100 metrů.

## Seznam vrcholů podle výšky

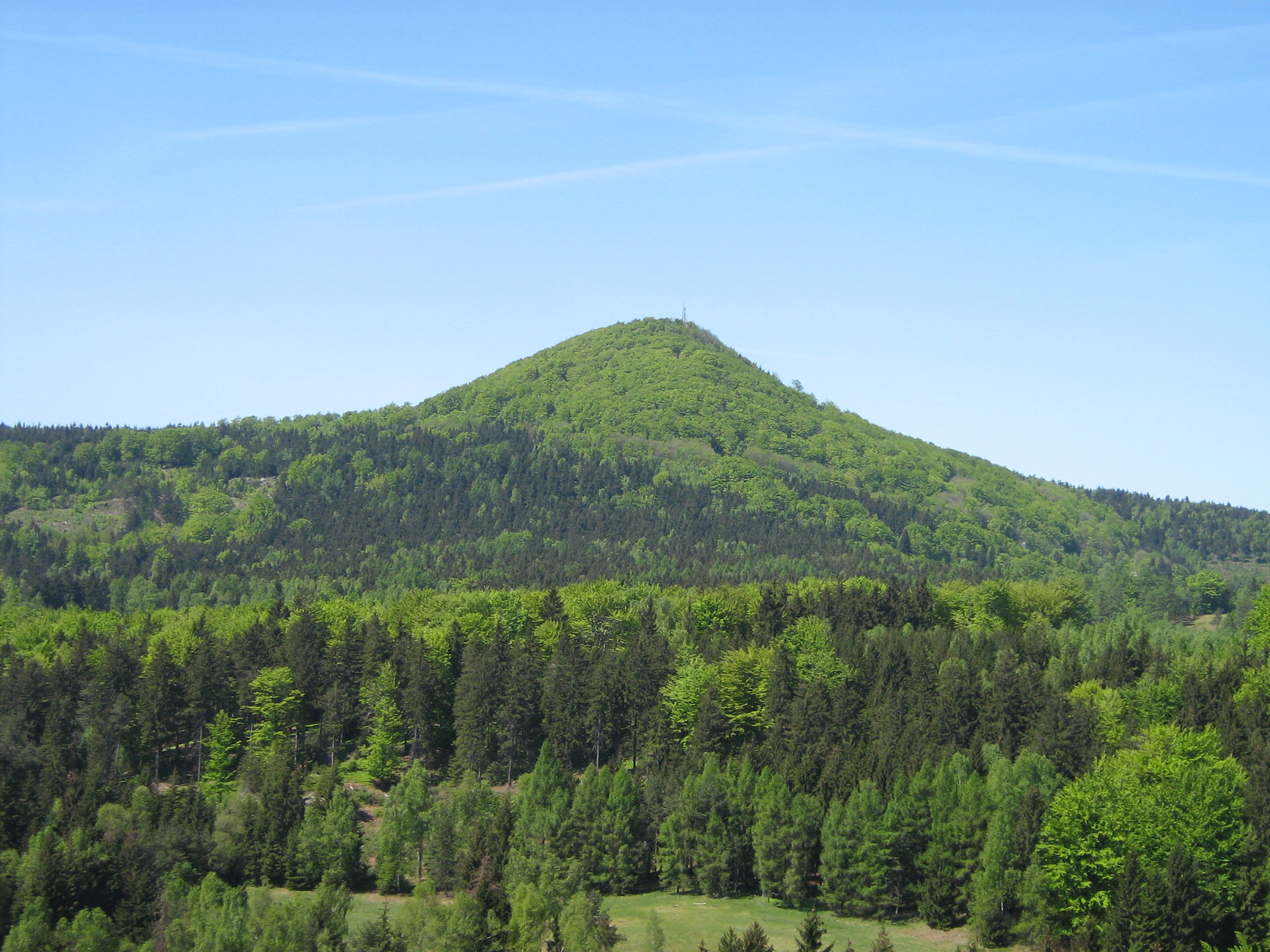
Luž (793 m)

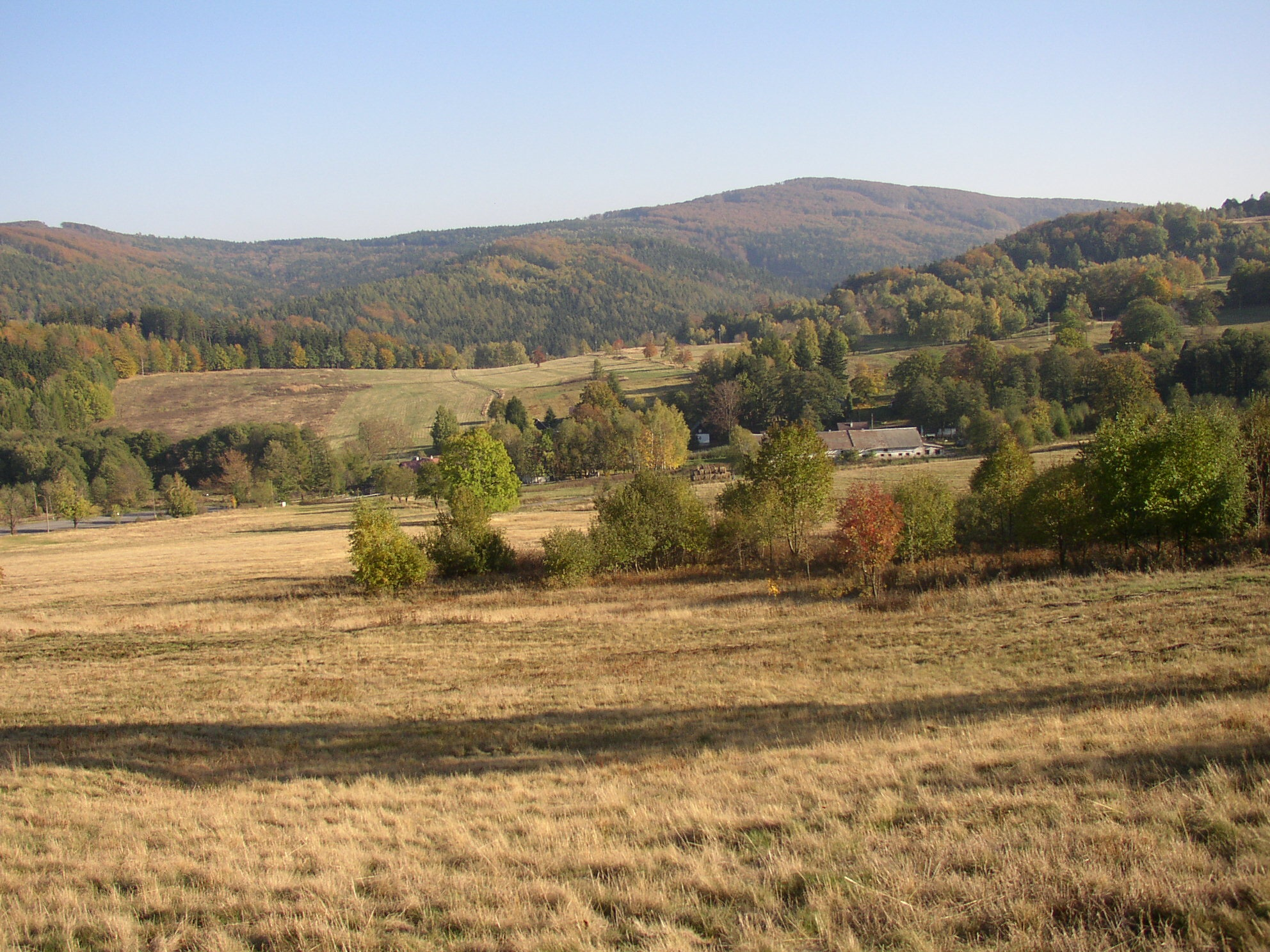
Pěnkavčí vrch (792 m)

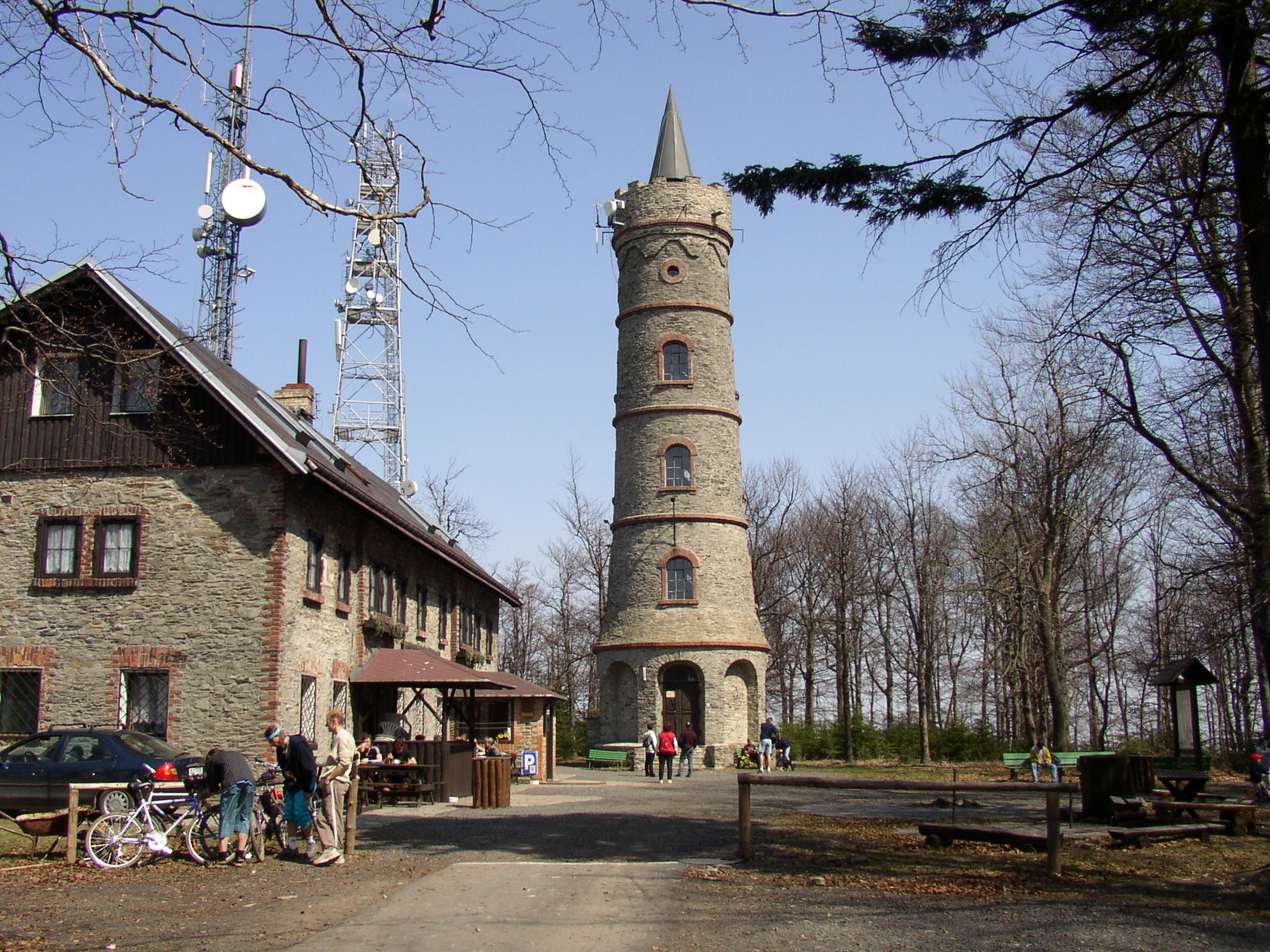
Jedlová (776 m)

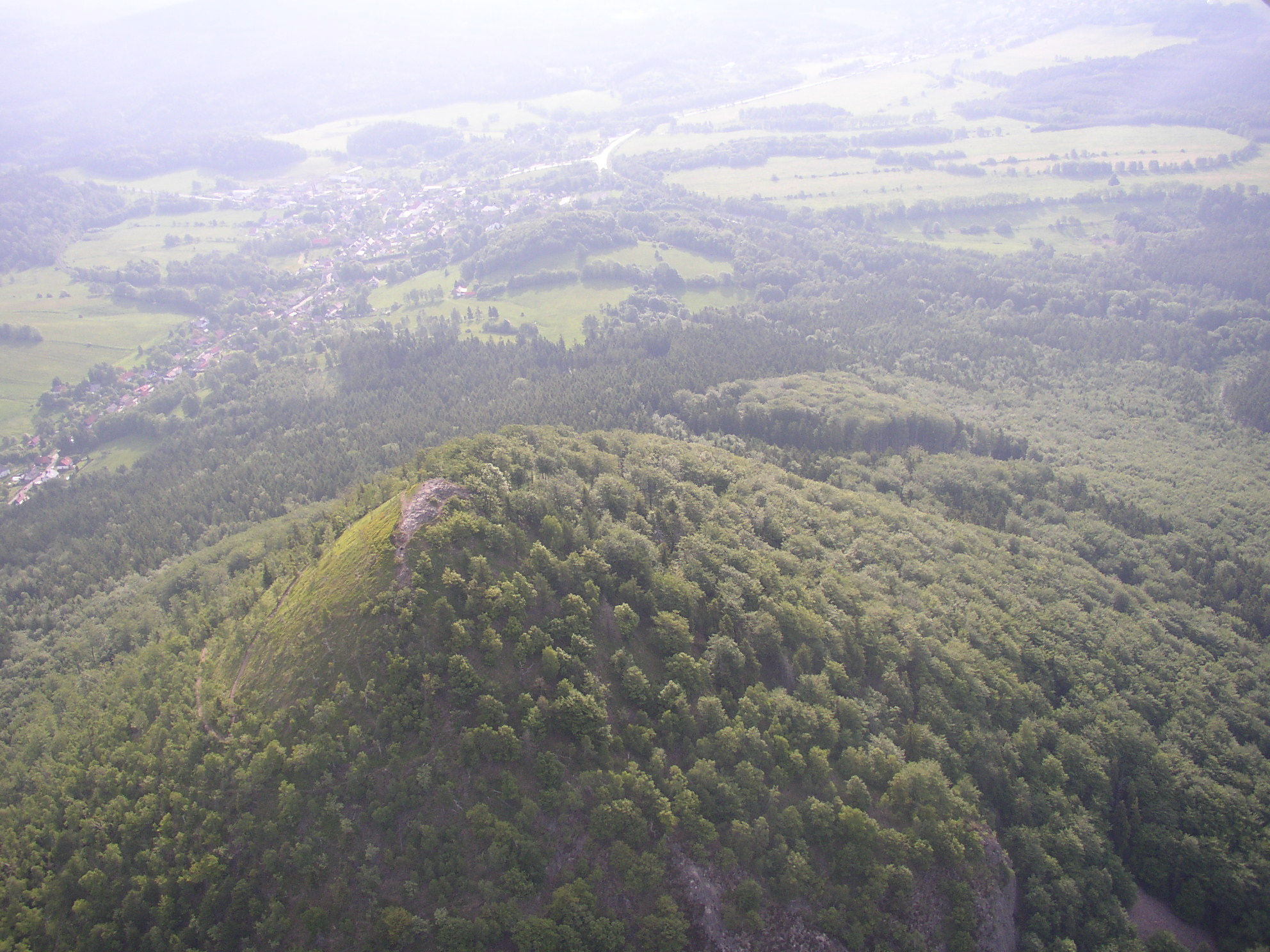
Klíč (760 m)

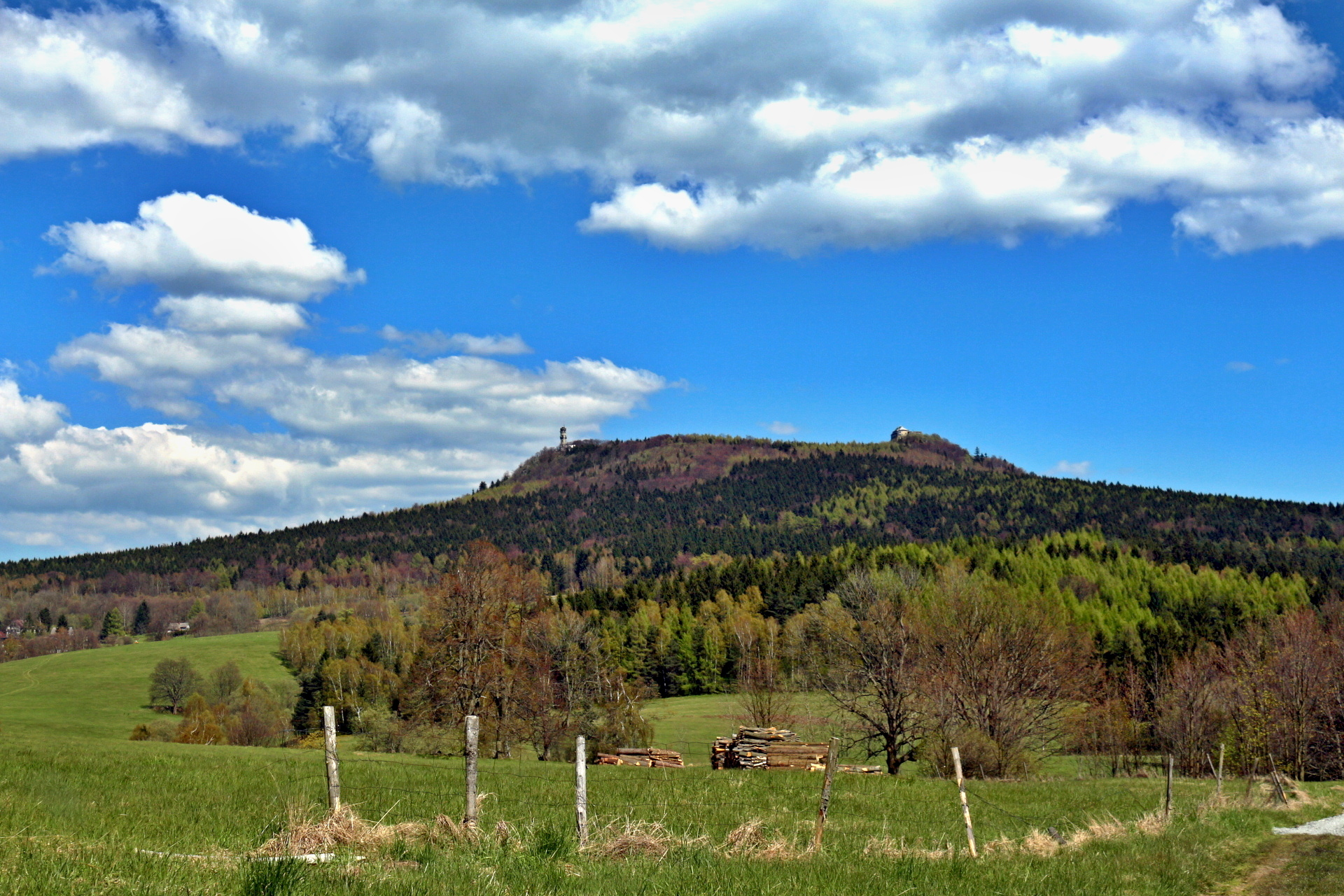
Hvozd (749 m)

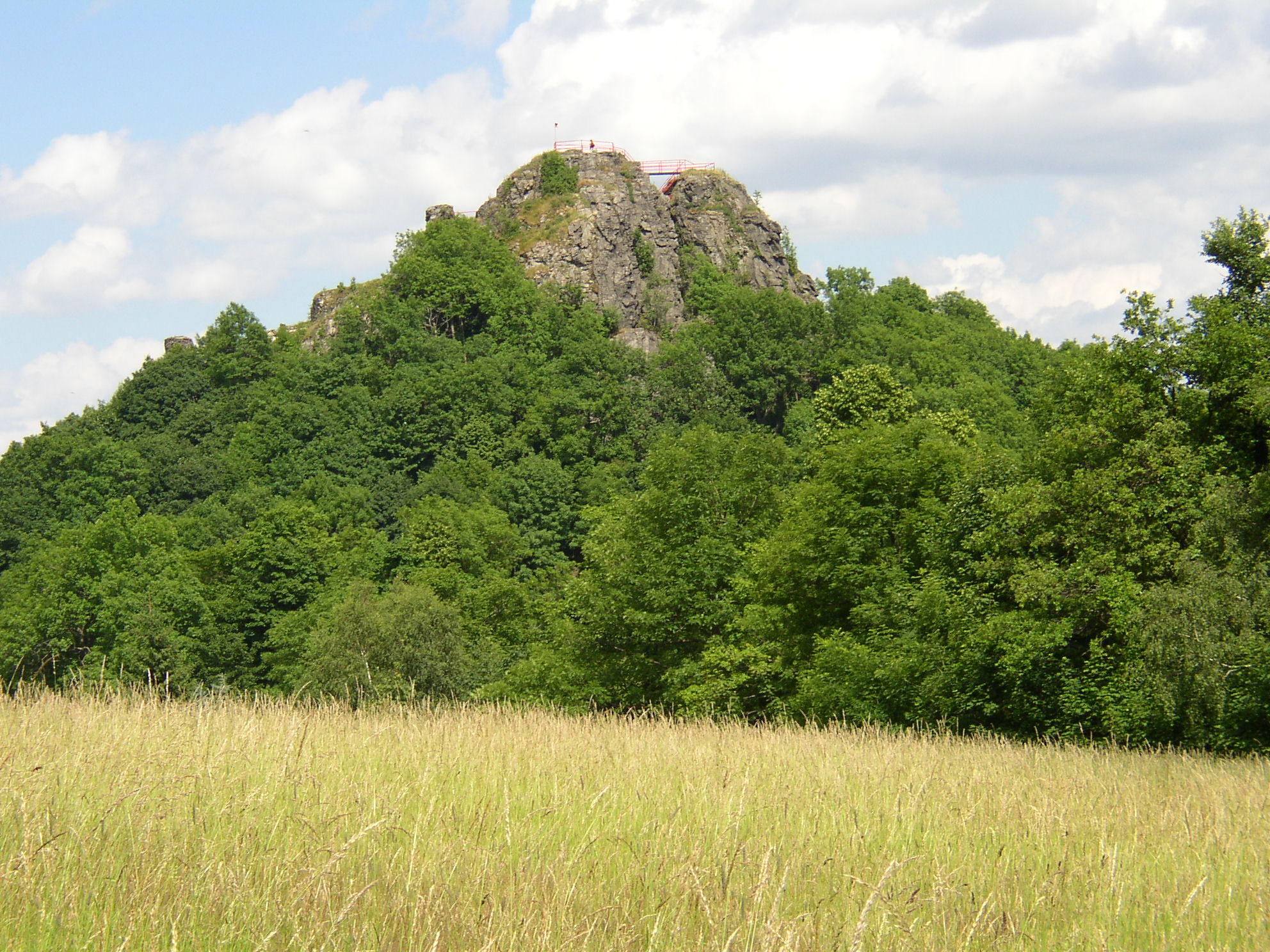
Tolštejn (670 m)

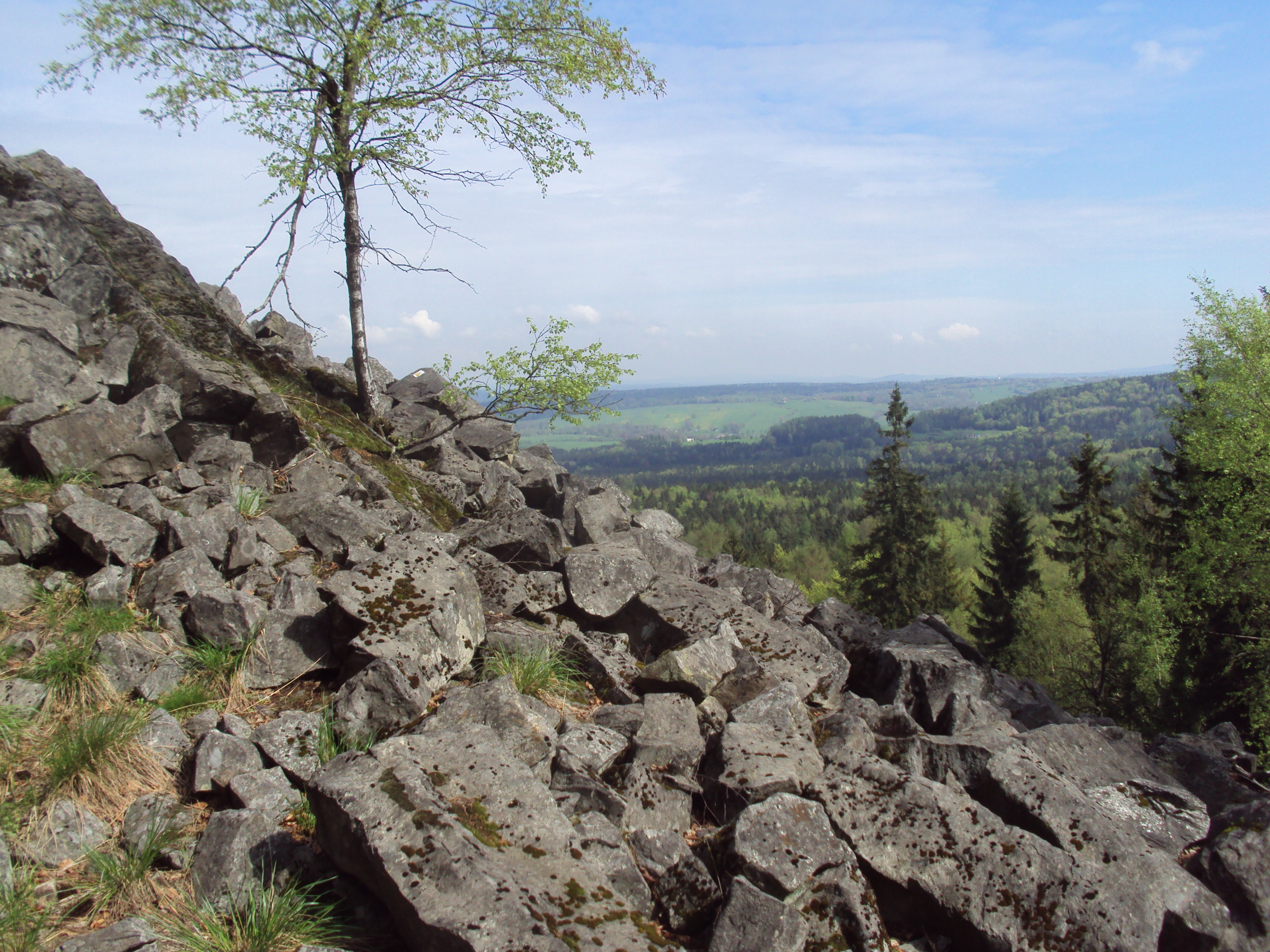
Malý Stožec (659 m)

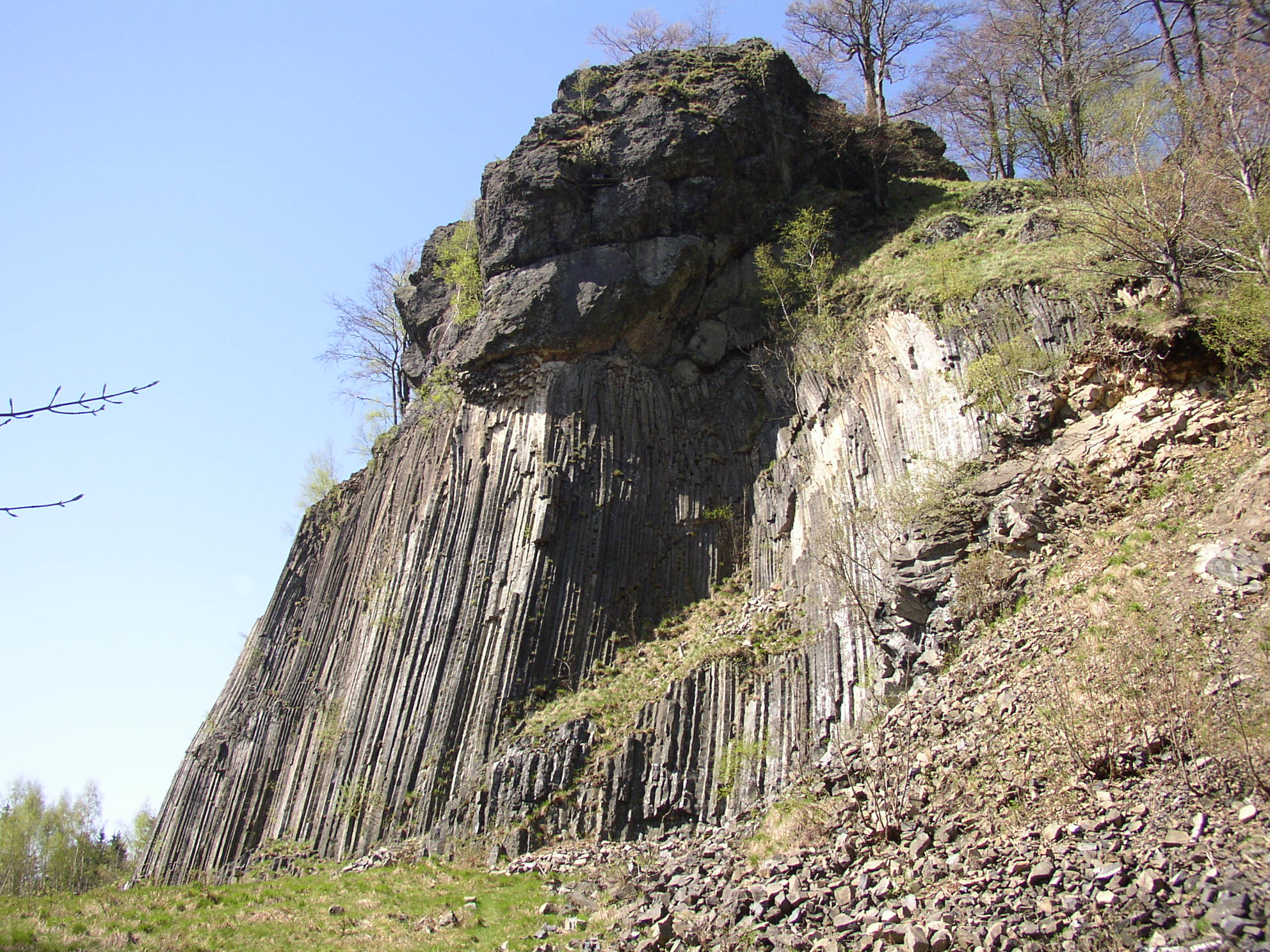
Zlatý vrch (657 m)

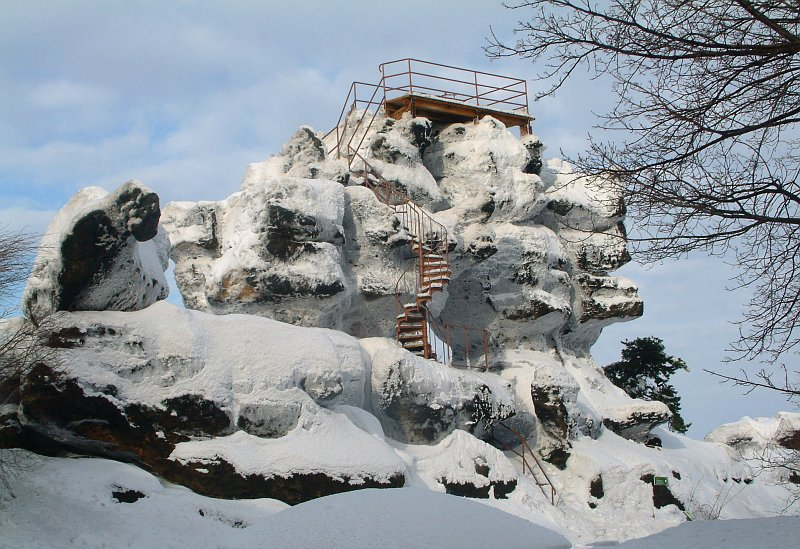
Töpfer (582 m)

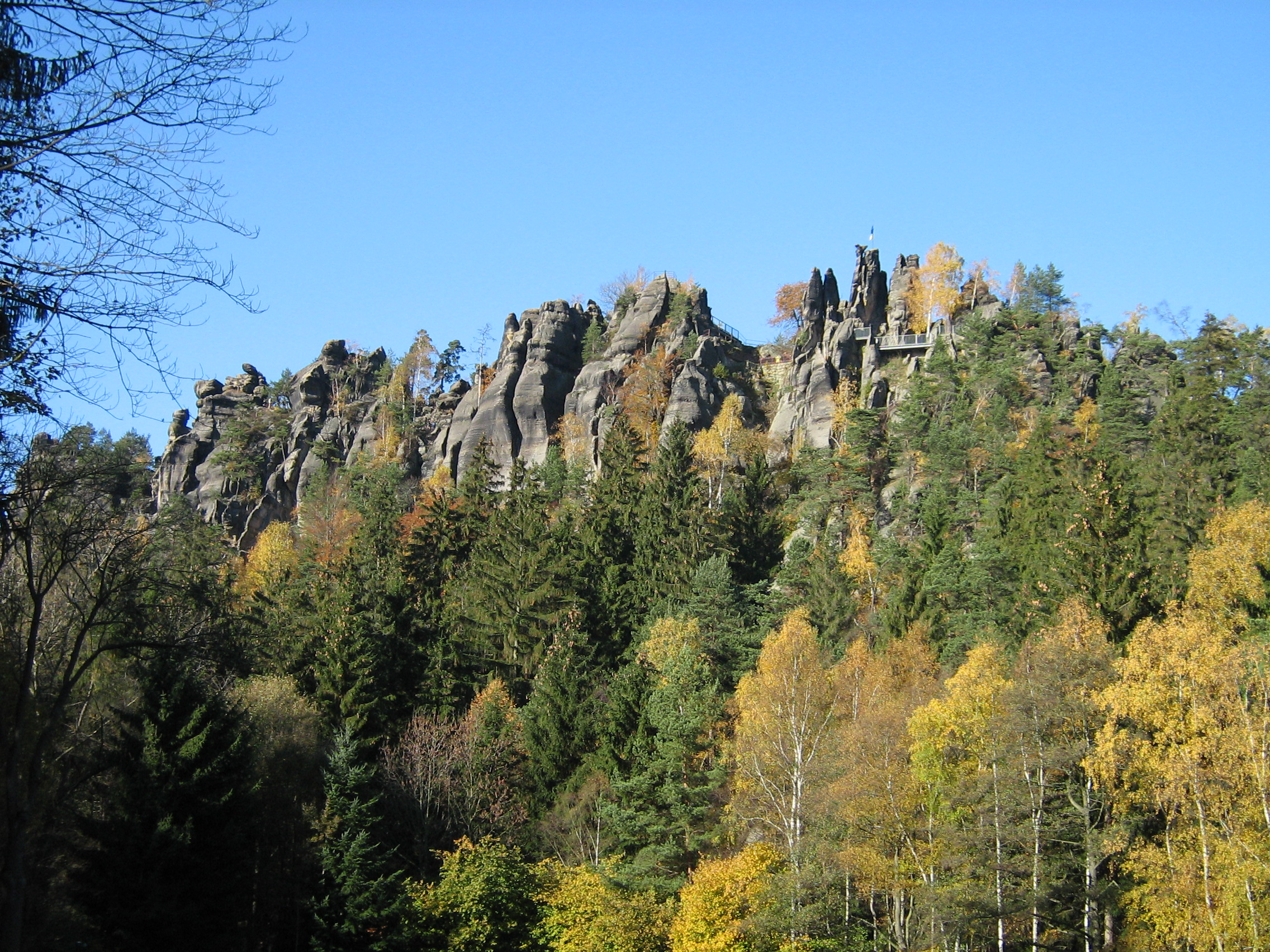
Nonnenfelsen (537 m)

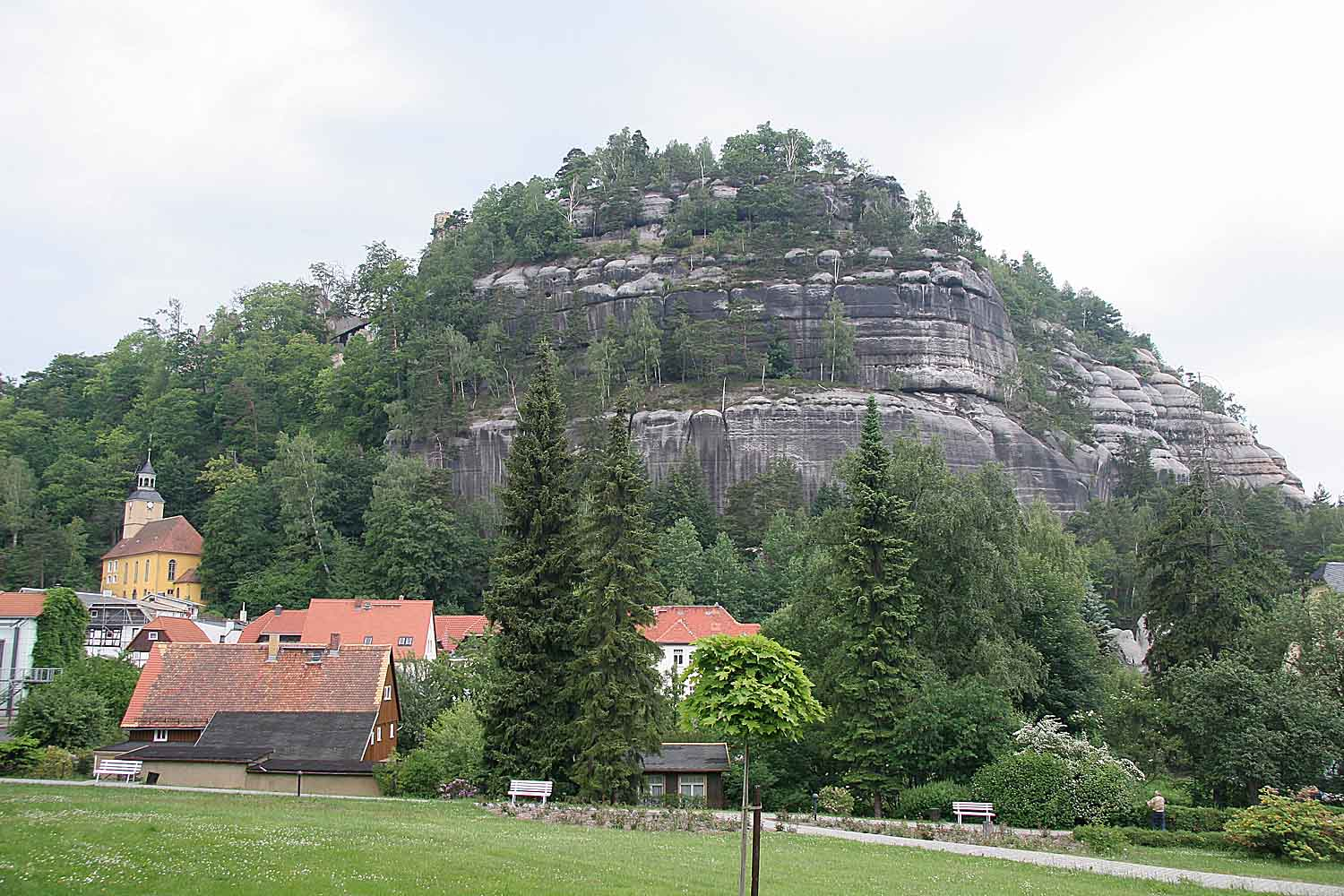
Oybin (514 m)

Seznam vrcholů podle výšky obsahuje všechny pojmenované lužickohorské hory a kopce s prominencí alespoň 25 metrů, seřazené podle nadmořské výšky. Celkem jich je 85, z toho 67 v českém vnitrozemí, 4 na česko-německé hranici (Luž, Hvozd, Krkavčí kameny a Jánské kameny) a 14 na německé straně v Žitavských horách. Deset lužických sedmistovek, tj. nejvyšších vrcholů lužických hor s výškou přes 700 m n. m., je zvýrazněno tučně. Osm z nich se nachází na českém území a dvě na hranici. Údaje jsou v Česku čerpány ze základních topografických map České republiky a v Německu z mapového portálu Mapy.cz.
| #   | Vrchol                              | Výška (m n. m.) | Promi- nence | Souřadnice                       | Stát  |
| --- | ----------------------------------- | --------------- | ------------ | -------------------------------- | ----- |
| 01. | Luž                                 | 793             | 368          | 50°50′56″ s. š., 14°38′49″ v. d. | CZ/DE |
| 02. | Pěnkavčí vrch                       | 792             | 140          | 50°50′53″ s. š., 14°36′40″ v. d. | CZ    |
| 03. | Jedlová                             | 776             | 220          | 50°51′25″ s. š., 14°33′39″ v. d. | CZ    |
| 04. | Klíč                                | 760             | 208          | 50°47′19″ s. š., 14°34′22″ v. d. | CZ    |
| 05. | Hvozd                               | 749             | 235          | 50°49′21″ s. š., 14°43′36″ v. d. | CZ/DE |
| 06. | Studenec                            | 737             | 201          | 50°49′56″ s. š., 14°27′16″ v. d. | CZ    |
| 07. | Velký Buk                           | 736             | 184          | 50°48′59″ s. š., 14°35′02″ v. d. | CZ    |
| 08. | Malý Buk                            | 713             | 139          | 50°48′10″ s. š., 14°33′11″ v. d. | CZ    |
| 09. | Weberberg (též Vyhlídka)            | 711             | 059          | 50°51′53″ s. š., 14°37′05″ v. d. | CZ    |
| 10. | Bouřný                              | 703             | 076          | 50°49′47″ s. š., 14°36′29″ v. d. | CZ    |
| 11. | Javor                               | 693             | 160          | 50°49′32″ s. š., 14°30′03″ v. d. | CZ    |
| 12. | Velká Tisová                        | 693             | 155          | 50°50′19″ s. š., 14°32′50″ v. d. | CZ    |
| 13. | Malý Javorník                       | 690             | 072          | 50°49′43″ s. š., 14°28′14″ v. d. | CZ    |
| 14. | Jelení skála                        | 676             | 074          | 50°50′23″ s. š., 14°34′48″ v. d. | CZ    |
| 15. | Tolštejn                            | 670             | 058          | 50°51′25″ s. š., 14°34′54″ v. d. | CZ    |
| 16. | Sokol                               | 668             | 099          | 50°49′30″ s. š., 14°31′59″ v. d. | CZ    |
| 17. | Medvědí vrch                        | 665             | 032          | 50°47′43″ s. š., 14°33′17″ v. d. | CZ    |
| 18. | Rousínovský vrch                    | 660             | 072          | 50°48′02″ s. š., 14°35′02″ v. d. | CZ    |
| 19. | Malý Stožec                         | 659             | 096          | 50°51′01″ s. š., 14°32′20″ v. d. | CZ    |
| 20. | Plešivec                            | 658             | 134          | 50°50′11″ s. š., 14°41′04″ v. d. | CZ    |
| 21. | Zlatý vrch                          | 657             | 084          | 50°49′18″ s. š., 14°27′54″ v. d. | CZ    |
| 22. | Střední vrch (býv. Srní hora)       | 657             | 077          | 50°50′02″ s. š., 14°33′35″ v. d. | CZ    |
| 23. | Hřebec                              | 654             | 064          | 50°50′07″ s. š., 14°30′24″ v. d. | CZ    |
| 24. | Jonsberg                            | 653             | 108          | 50°50′55″ s. š., 14°42′59″ v. d. | DE    |
| 25. | Buchberg                            | 652             | 083          | 50°51′18″ s. š., 14°40′30″ v. d. | DE    |
| 26. | Popelová hora                       | 652             | 060          | 50°48′53″ s. š., 14°33′34″ v. d. | CZ    |
| 27. | Sonneberg                           | 627             | 028          | 50°51′12″ s. š., 14°39′44″ v. d. | DE    |
| 28. | Kobyla                              | 625             | 049          | 50°49′09″ s. š., 14°37′00″ v. d. | CZ    |
| 29. | Kamzičí vrch (býv. Chřibský vrch)   | 623             | 107          | 50°50′33″ s. š., 14°29′33″ v. d. | CZ    |
| 30. | Ovčácký vrch                        | 622             | 095          | 50°47′45″ s. š., 14°30′04″ v. d. | CZ    |
| 31. | Široký kopec                        | 611             | 038          | 50°49′55″ s. š., 14°29′03″ v. d. | CZ    |
| 32. | Pramenný vrch                       | 607             | 034          | 50°47′00″ s. š., 14°33′44″ v. d. | CZ    |
| 33. | Jánské kameny                       | 604             | 030          | 50°50′04″ s. š., 14°43′05″ v. d. | CZ/DE |
| 34. | Plešivec                            | 597             | 134          | 50°52′12″ s. š., 14°30′36″ v. d. | CZ    |
| 35. | Popel                               | 597             | 043          | 50°49′59″ s. š., 14°30′54″ v. d. | CZ    |
| 36. | Brandhöhe                           | 596             | 078          | 50°50′09″ s. š., 14°45′22″ v. d. | DE    |
| 37. | Malá Tisová                         | 595             | 037          | 50°50′18″ s. š., 14°31′14″ v. d. | CZ    |
| 38. | Střední vrch                        | 594             | 126          | 50°48′04″ s. š., 14°28′37″ v. d. | CZ    |
| 39. | Sokol                               | 592             | 129          | 50°48′27″ s. š., 14°44′58″ v. d. | CZ    |
| 40. | Šibeniční vrch                      | 590             | 048          | 50°52′07″ s. š., 14°33′13″ v. d. | CZ    |
| 41. | Široký vrch                         | 586             | 117          | 50°53′18″ s. š., 14°29′18″ v. d. | CZ    |
| 42. | Kamenný vrch                        | 586             | 039          | 50°49′29″ s. š., 14°39′17″ v. d. | CZ    |
| 43. | Töpfer                              | 582             | 047          | 50°50′54″ s. š., 14°45′44″ v. d. | DE    |
| 44. | Ameisenberg                         | 575             | 075          | 50°51′08″ s. š., 14°44′41″ v. d. | DE    |
| 45. | Trávnický vrch                      | 571             | 057          | 50°48′04″ s. š., 14°38′08″ v. d. | CZ    |
| 46. | Scharfenstein                       | 569             | 037          | 50°50′27″ s. š., 14°45′29″ v. d. | DE    |
| 47. | Tetřeví vrch                        | 570             | 025          | 50°48′02″ s. š., 14°29′57″ v. d. | CZ    |
| 48. | Popova skála                        | 568             | 097          | 50°49′32″ s. š., 14°48′48″ v. d. | CZ    |
| 49. | Žulovec                             | 565             | 062          | 50°52′37″ s. š., 14°31′37″ v. d. | CZ    |
| 50. | Na širokém                          | 563             | 028          | 50°50′47″ s. š., 14°29′04″ v. d. | CZ    |
| 51. | Bukovina                            | 560             | 043          | 50°50′43″ s. š., 14°27′50″ v. d. | CZ    |
| 52. | Kulich                              | 559             | 062          | 50°49′31″ s. š., 14°41′33″ v. d. | CZ    |
| 53. | Krkavčí kameny                      | 556             | 029          | 50°50′39″ s. š., 14°40′34″ v. d. | CZ/DE |
| 54. | Wowczakův vrch (býv. Lipnický vrch) | 549             | 077          | 50°49′29″ s. š., 14°26′21″ v. d. | CZ    |
| 55. | Heideberg                           | 549             | 075          | 50°50′20″ s. š., 14°47′02″ v. d. | DE    |
| 56. | Vápenný vrch                        | 548             | 037          | 50°53′56″ s. š., 14°28′36″ v. d. | CZ    |
| 57. | Pískový vrch                        | 547             | 074          | 50°48′40″ s. š., 14°49′34″ v. d. | CZ    |
| 58. | Sedlecký Špičák                     | 545             | 039          | 50°49′56″ s. š., 14°48′39″ v. d. | CZ    |
| 59. | Loupežnický vrch                    | 539             | 056          | 50°48′50″ s. š., 14°47′45″ v. d. | CZ    |
| 60. | Straßberg                           | 538             | 050          | 50°49′51″ s. š., 14°47′36″ v. d. | DE    |
| 61. | Liščí hora                          | 537             | 047          | 50°48′24″ s. š., 14°47′32″ v. d. | CZ    |
| 62. | Nonnenfelsen                        | 537             | 032          | 50°51′02″ s. š., 14°41′01″ v. d. | DE    |
| 63. | Zámecký vrch                        | 536             | 098          | 50°48′30″ s. š., 14°42′25″ v. d. | CZ    |
| 64. | Pařez                               | 536             | 029          | 50°48′28″ s. š., 14°36′11″ v. d. | CZ    |
| 65. | Spravedlnost                        | 534             | 085          | 50°52′48″ s. š., 14°28′02″ v. d. | CZ    |
| 66. | Hřebeny                             | 533             | 055          | 50°48′58″ s. š., 14°50′03″ v. d. | CZ    |
| 67. | Juliuska (býv. Na výšině)           | 520             | 043          | 50°50′58″ s. š., 14°31′00″ v. d. | CZ    |
| 68. | Podkova                             | 519             | 046          | 50°49′23″ s. š., 14°48′21″ v. d. | CZ    |
| 69. | Oybin                               | 514             | 054          | 50°50′40″ s. š., 14°44′36″ v. d. | DE    |
| 70. | Kunratický vrch                     | 509             | 116          | 50°48′47″ s. š., 14°25′34″ v. d. | CZ    |
| 71. | Butterberg                          | 507             | 050          | 50°51′43″ s. š., 14°39′21″ v. d. | DE    |
| 72. | Kančí vrch                          | 499             | 042          | 50°48′38″ s. š., 14°43′47″ v. d. | CZ    |
| 73. | Soví vrch                           | 491             | 029          | 50°49′19″ s. š., 14°40′31″ v. d. | CZ    |
| 74. | Mühlsteinberg                       | 483             | 035          | 50°50′18″ s. š., 14°47′47″ v. d. | DE    |
| 75. | Větrný vrch                         | 481             | 078          | 50°49′38″ s. š., 14°24′27″ v. d. | CZ    |
| 76. | Jehla                               | 480             | 048          | 50°48′23″ s. š., 14°25′38″ v. d. | CZ    |
| 77. | Herdštejn                           | 479             | 031          | 50°48′25″ s. š., 14°28′02″ v. d. | CZ    |
| 78. | Skalka                              | 465             | 057          | 50°49′49″ s. š., 14°25′19″ v. d. | CZ    |
| 79. | Pocheberg                           | 465             | 030          | 50°52′03″ s. š., 14°42′09″ v. d. | DE    |
| 80. | Strážný vrch                        | 462             | 036          | 50°49′00″ s. š., 14°46′39″ v. d. | CZ    |
| 81. | Stráž                               | 451             | 058          | 50°47′39″ s. š., 14°27′41″ v. d. | CZ    |
| 82. | Lesní vrch                          | 451             | 033          | 50°48′49″ s. š., 14°39′26″ v. d. | CZ    |
| 83. | Petrovický vrch                     | 430             | 032          | 50°48′11″ s. š., 14°46′24″ v. d. | CZ    |
| 84. | Lipový vrch                         | 402             | 026          | 50°51′23″ s. š., 14°28′48″ v. d. | CZ    |
| 85. | Pařez                               | 393             | 031          | 50°52′05″ s. š., 14°27′56″ v. d. | CZ    |

## Seznam vrcholů podle prominence

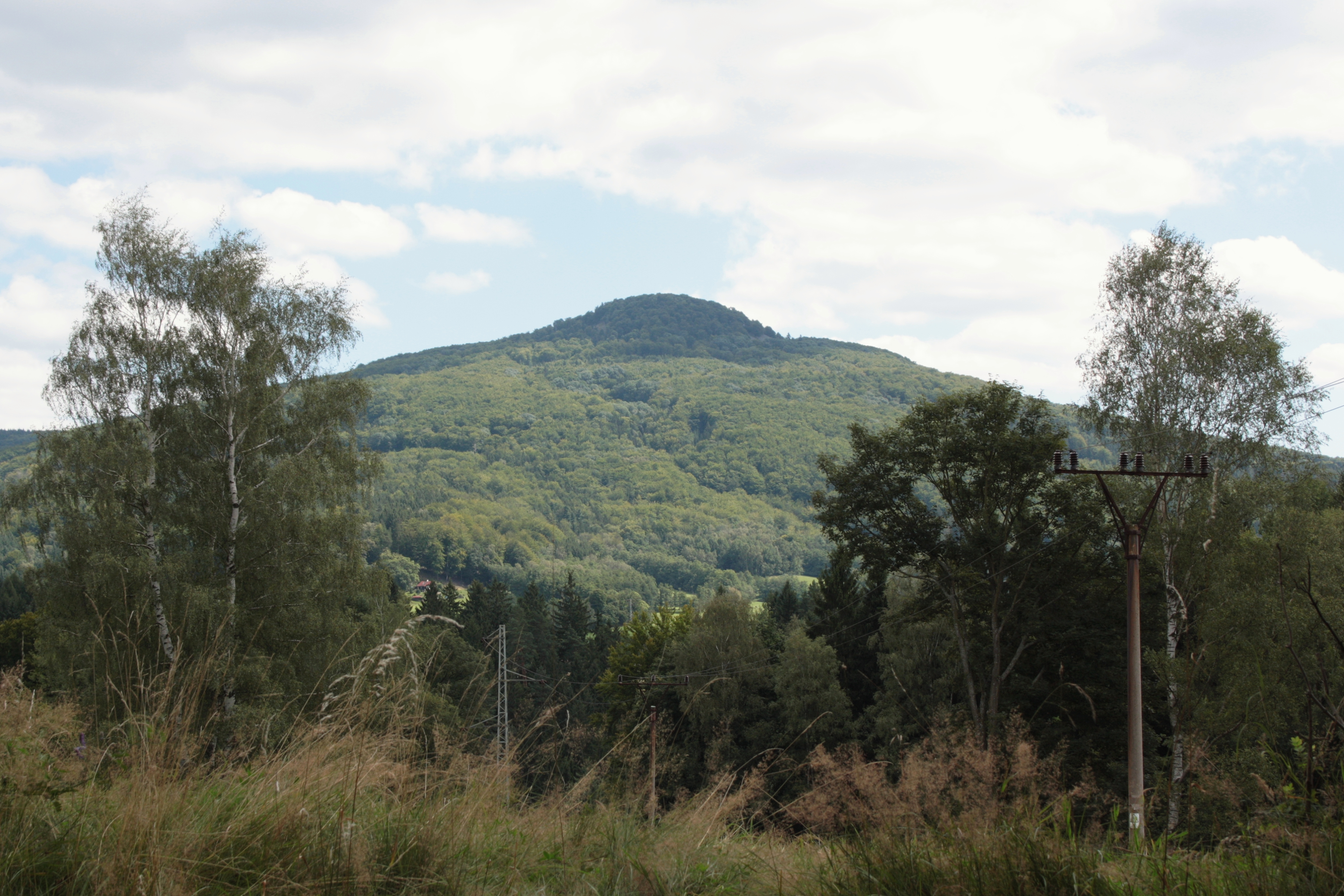
Studenec (prominence 201 m)

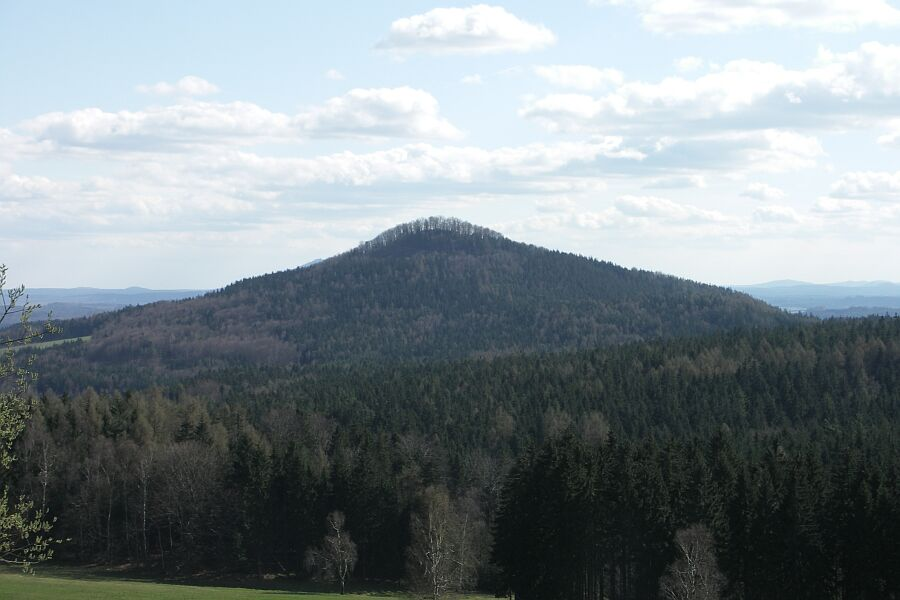
Sokol (prominence 129 m)

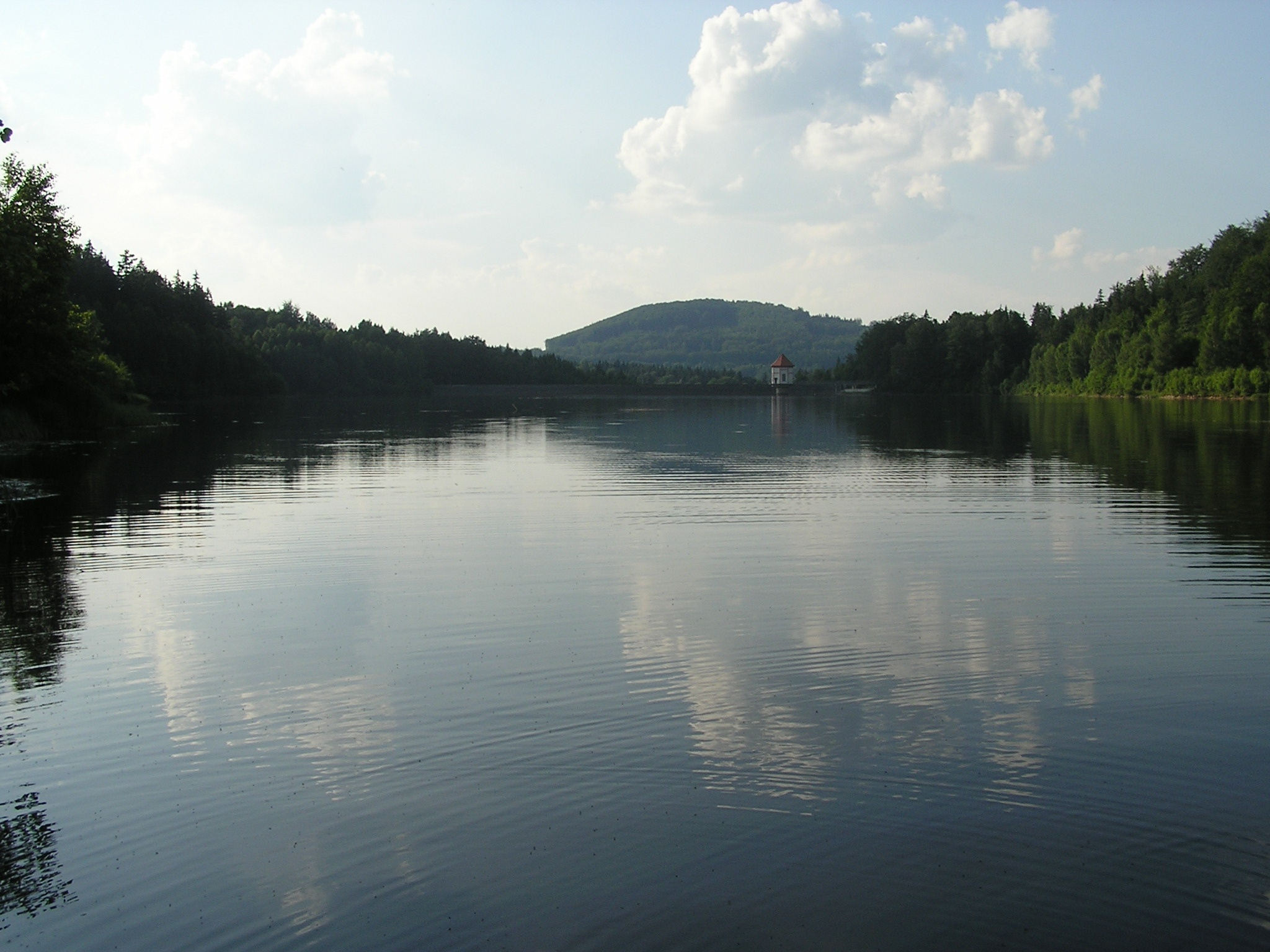
Plešivec (prominence 113 m)

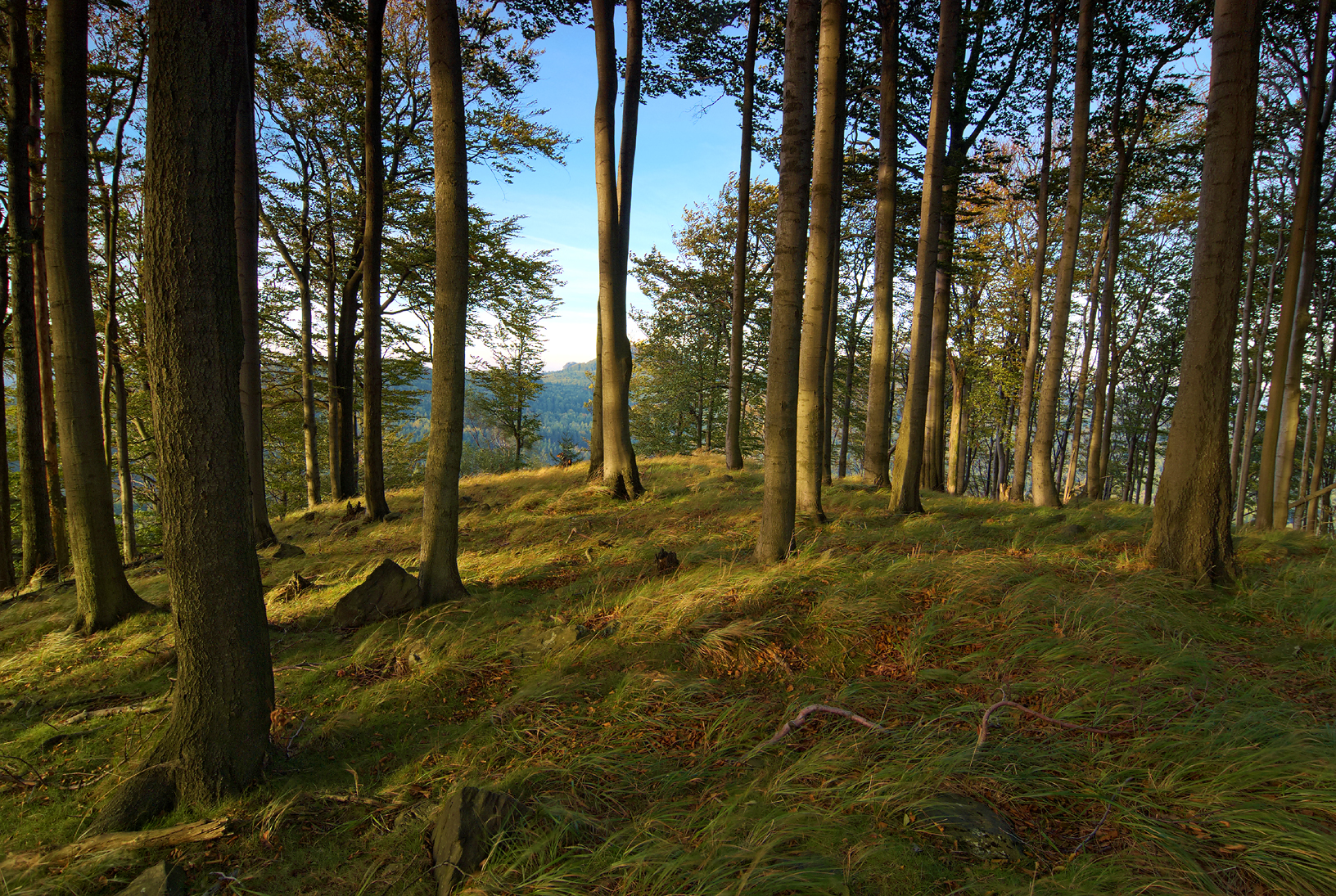
Kamzičí vrch (prominence 107 m)

Seznam vrcholů podle prominence obsahuje všech 19 lužickohorských hor s prominencí (relativní výškou) nad 100 metrů, bez ohledu na nadmořskou výšku. 16 z nich leží v českém vnitrozemí, 2 na česko-německé hranici (Luž a Hvozd) a 1 na německé straně v Žitavských horách (Jonsberg). Mezi nejprominentnější hory patří i 8 z 10 lužických sedmistovek - všechny kromě Bouřného a Weberbergu. Nejvyšší hora Luž je i nejprominentnější a také nejizolovanější.

| #   | Vrchol                            | Výška (m n. m.) | Promi- nence | Izolace (km)         | Souřadnice                       | Stát  |
| --- | --------------------------------- | --------------- | ------------ | -------------------- | -------------------------------- | ----- |
| 01. | Luž                               | 793             | 368          | 25,8 → Černá hora    | 50°50′56″ s. š., 14°38′49″ v. d. | CZ/DE |
| 03. | Hvozd                             | 749             | 235          | 06,2 → Luž           | 50°49′21″ s. š., 14°43′36″ v. d. | CZ/DE |
| 02. | Jedlová                           | 776             | 220          | 03,6 → Pěnkavčí vrch | 50°51′25″ s. š., 14°33′39″ v. d. | CZ    |
| 04. | Klíč                              | 760             | 208          | 06,9 → Pěnkavčí vrch | 50°47′19″ s. š., 14°34′22″ v. d. | CZ    |
| 05. | Studenec                          | 737             | 201          | 07,7 → Jedlová       | 50°49′56″ s. š., 14°27′16″ v. d. | CZ    |
| 06. | Velký Buk                         | 736             | 184          | 03,1 → Pěnkavčí vrch | 50°48′59″ s. š., 14°35′02″ v. d. | CZ    |
| 07. | Javor                             | 693             | 160          | 03,1 → Studenec      | 50°49′32″ s. š., 14°30′03″ v. d. | CZ    |
| 08. | Velká Tisová                      | 693             | 155          | 01,9 → Jedlová       | 50°50′19″ s. š., 14°32′50″ v. d. | CZ    |
| 09. | Pěnkavčí vrch                     | 792             | 140          | 02,5 → Luž           | 50°50′53″ s. š., 14°36′40″ v. d. | CZ    |
| 10. | Malý Buk                          | 713             | 139          | 02,0 → Klíč          | 50°48′10″ s. š., 14°33′11″ v. d. | CZ    |
| 11. | Plešivec                          | 658             | 134          | 02,4 → Luž           | 50°50′11″ s. š., 14°41′04″ v. d. | CZ    |
| 12. | Sokol                             | 592             | 129          | 01,9 → Hvozd         | 50°48′27″ s. š., 14°44′58″ v. d. | CZ    |
| 13. | Střední vrch                      | 594             | 126          | 01,7 → Ovčácký vrch  | 50°48′04″ s. š., 14°28′37″ v. d. | CZ    |
| 14. | Široký vrch                       | 586             | 117          | 02,4 → Plešivec      | 50°53′18″ s. š., 14°29′18″ v. d. | CZ    |
| 15. | Kunratický vrch                   | 509             | 116          | 01,3 → Lipnický vrch | 50°48′47″ s. š., 14°25′34″ v. d. | CZ    |
| 16. | Plešivec                          | 597             | 113          | 02,9 → Malý Stožec   | 50°52′12″ s. š., 14°30′36″ v. d. | CZ    |
| 17. | Jonsberg                          | 653             | 108          | 02,4 → Hvozd         | 50°50′55″ s. š., 14°42′59″ v. d. | DE    |
| 18. | Kamzičí vrch (býv. Chřibský vrch) | 623             | 107          | 01,2 → Hřebec        | 50°50′33″ s. š., 14°29′33″ v. d. | CZ    |
| 19. | Sokol                             | 668             | 100          | 01,6 → Velká Tisová  | 50°49′30″ s. š., 14°31′59″ v. d. | CZ    |